# Pfarrkirche Riegersburg

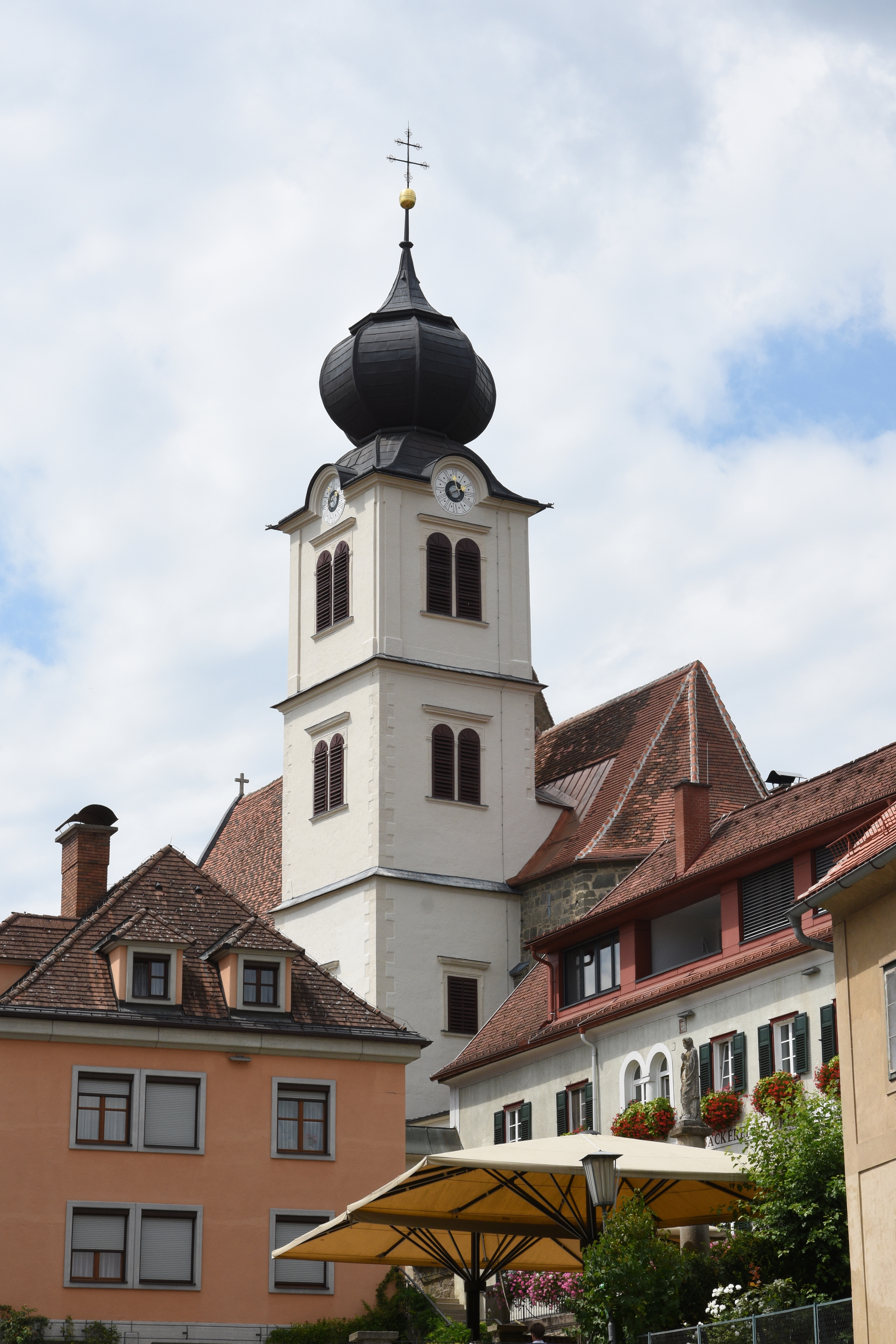
Pfarrkirche Riegersburg

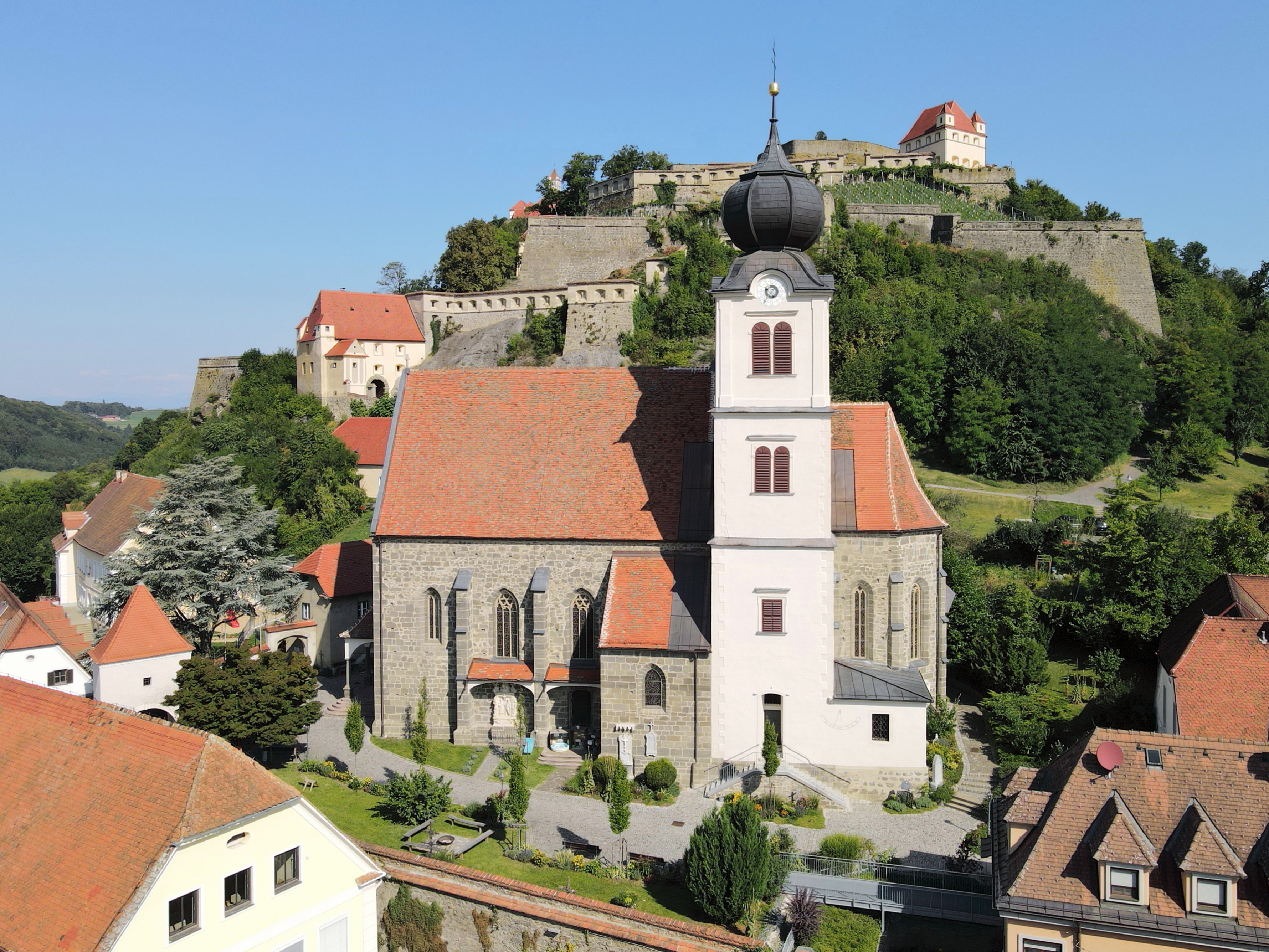
Südansicht der Pfarrkirche

Die Pfarrkirche Hl. Martin ist eine römisch-katholische Kirche in der Marktgemeinde Riegersburg in der Steiermark. Die Pfarrkirche steht auf einer Terrasse etwas erhöht über der Marktstraße des Ortes, am Fuße des ca. 200 m hohen Basaltkegels mit der Riegersburg. Die Kirche steht rechts am Beginn des Aufstiegsweges zur Burg.

## Geschichte
Die erste romanische Pfarrkirche wird 1170 urkundlich genannt. Sie war Mittelpunkt einer großen Urpfarre und stand am Ort der heutigen Magdalenakapelle und dem Alten Pfarrhof.
Reinprecht von Reichenburg, welcher 1474 Burg und Herrschaft der Riegersburg vom kinderlos gebliebenen Walseer Reinprecht V. erworben hatte, stand im Dienste von Maximilian I. in Burgund. Nach seiner Heimkehr 1481 veranlasste er den Neubau einer Pfarrkirche. Verschuldet musste er die Bauarbeiten um 1500 einstellen und starb 1505. Sein Sohn und Erbe Hans konnte mit der Erbtochter Eva von Trautson die wirtschaftlichen Verhältnisse der Riegersburg wieder verbessern, er ließ zusammen mit dem Pfarrer Matthias Weinreber (1517–1554) den Kirchenbau fertig stellen.

## Kirchenbau
Der spätgotische Kirchenbau entstand in zwei Bauphasen.
- Unter Reinprecht entstanden der Altarraum, die Kirchenschiffmauern mit den Strebepfeilern, die südliche Kapelle mit der danebenliegenden Wendeltreppe und das Untergeschoß des Südturms. Als Baumaterial diente der an Ort und Stelle gebrochene, raue Basalttuff. Der zweijochige Chor mit Fünfachtelschluss hat außen Strebepfeiler. Das Gewölbe zeigt ein Rippennetz mit Rautensternen ohne die Jochgrenzen zu betonen. Die Rippen münden in Diensten, welche bis zum Boden reichen. Der Basalttuff ist innen hellbraun überschlemmt. Der Chor hat fünf zweizeilige Maßwerkfenster mit Dreipass- und Vierpassmotiven. Ein schmales Spitzbogenportal in der Nordwand des ersten Chorjoches führte ursprünglich ins Freie. In der Südwand gegenüber ist ein verstäbtes Rechteckportal, welches ursprünglich in das Turmerdgeschoß des gotischen Turmes führte. An der Südwand des Fünfachtelpolygons ist eine steinerne Rahmenarchitektur einer Sessionsnische mit einem Kielbogen mit Krabbenbesatz und Kreuzblume.
- Unter Sohn Hans wurde die Kirche fertig gebaut. Beim reich verstäbten und mit Krabben besetzten Kielbogenportal, dem Haupteingang der Kirche ist links und rechts ein Wappenschild. Das Linke bezeichnet den Pfarrer Martin Weinheber, das Rechte bezeichnet den Verwalter und Burgvogt Hans Hager. Die zweijochige Wenzelkapelle mit Kreuzrippengewölbe wurde im Norden des Kirchenschiffes als Seitenkapelle an einen bereits vorhandenen Strebepfeiler angebunden. Der Schlussstein und die Rippenkonsolen zeigen die Wappen von Hans von Reichenburg mit einem gekrönten Wolf und seiner Ehefrau Eva von Trautson mit einem Hufeisen. Die Einwölbung des Kirchenschiffes besteht aus einem Kreuzrippengewölbe, das auf Wandpfeilern ruht, beide aus Ziegeln gemauert. Auch die zwei Stützsäulen der Orgelempore zeigen die Formen des Gewölbes. Dieser Stilbruch in Material und Form (Ziegel) wird auf den Einfluss der beginnenden Renaissance (nicht vor 1520) zurückgeführt. Im Dachboden sind umlaufend Balkenlöcher erkennbar von der ursprünglichen Flachdecke des Kirchenschiffes.  Im 2. Viertel des 16. Jahrhunderts wurde der erste Turm vollendet.

Der im 17. Jahrhundert errichtete zweijochige Raum an der Nordseite des Chores diente anfänglich als Sakristei. Er ist heute die Wochentagskapelle. Im 17. Jahrhundert erfolgte eine Veränderung des gotischen Turmes mit rundbogigen Schallfenstern in Renaissanceform. Zeitgleich zum zweiten Turmbau wurde vor dem Eingangsportal eine offene Vorhalle angebaut. Die Sessio im Chorschluss wurde im 18. Jahrhundert für ein Rechteckportal durchbrochen, um einen Zugang zur später angebauten, quadratischen Sakristei zu schaffen. Der kleine Zwiebelhelm des Turmes wurde 1911 ausgebessert.

## Einrichtung
Die Einrichtung stammt in den Hauptstücken aus der 2. Hälfte des 18. Jahrhunderts. Der Hochaltar von 1780/1790 ist ein Werk des frühen Klassizismus mit noblem, zweischichtigem Säulenaufbau und abschließendem Sprenggiebel, ausgeführt in Marmor, graugetönt die Wandteile, braun die Säulen und das Gebälk, weiß die Figurenkonsolen. Das Altarbild ist ein Ölbild Mantelspende des Hl. Martin des Malers Anton Jantl aus Graz. Unter dem Ölbild ist ein vergoldetes Relief mit Martins Episode mit der Gänsemagd. Die zwei vergoldeten Schnitzfiguren der Heiligen Petrus und Paulus an den Außenseiten des Altars stammen aus dem Spätbarock um 1760 und wurden wie die Engel und Putten der Gebälkzone von einem älteren Altar übernommen. Zwei Figuren Sebastian und Johannes Baptist, spätbarocke Werke aus dem 3. Viertel des 18. Jahrhunderts, wurden 1980 neben dem Hochaltar aufgestellt. Das Kommunionsgitter aus Marmor aus derselben Zeit stammt aus dem Grazer Dom.
Die ebenfalls frühklassizistische Kanzel mit gerundetem Marmorkorb ist mit vergoldeten Schuppenbändern unterteilt und mit Blattfestons und Schleifen zu Medaillons gebunden geschmückt. Das hölzerne Schalldach zeigt Symbole des Alten und Neuen Bundes.

## Bildergalerie

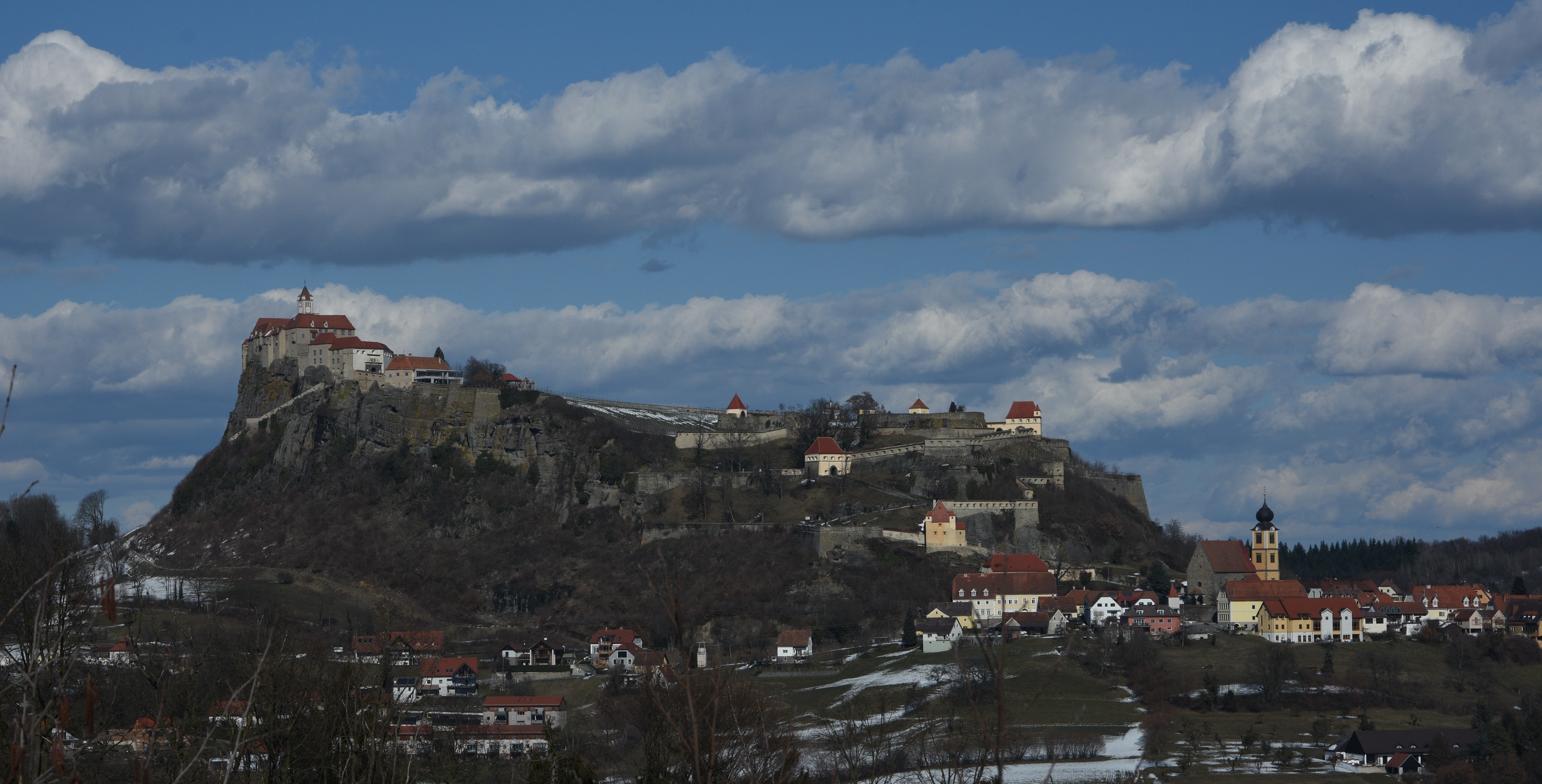
Riegersburg – Burg und Marktgemeinde, Ansicht von SW, die Pfarrkirche rechts im Bild
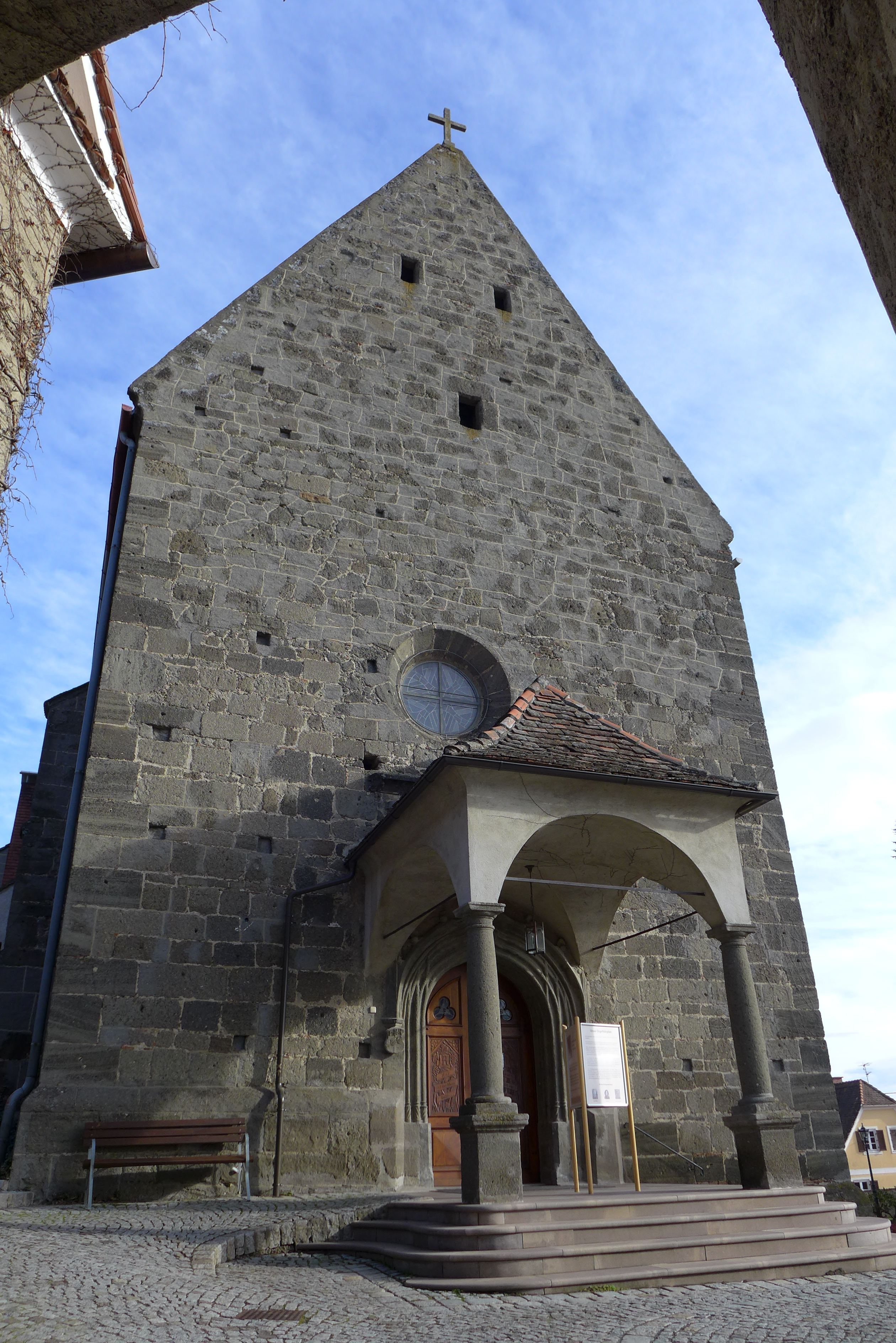
Außenansicht der Pfarrkirche mit Haupteingang
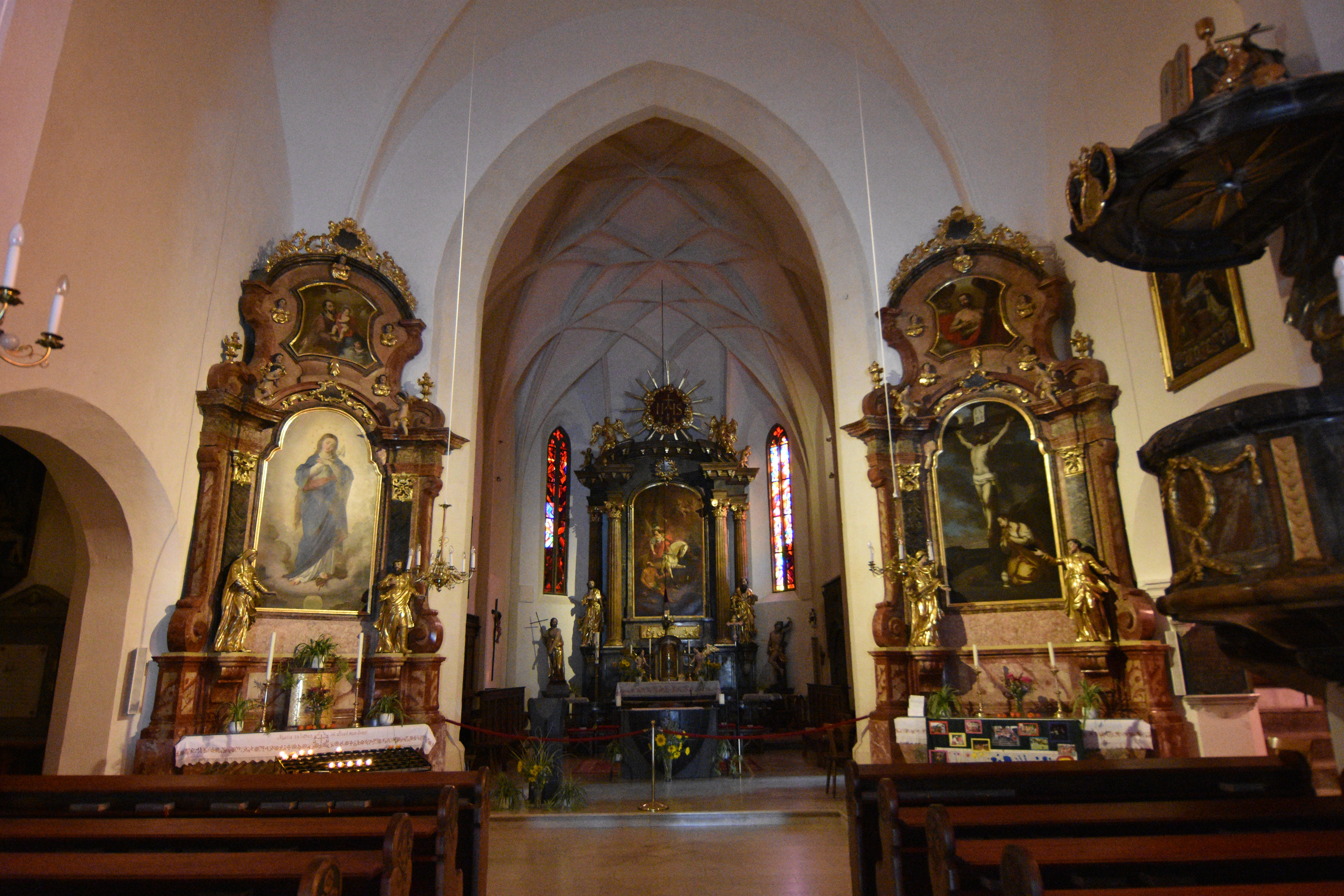
Innenraum der Pfarrkirche
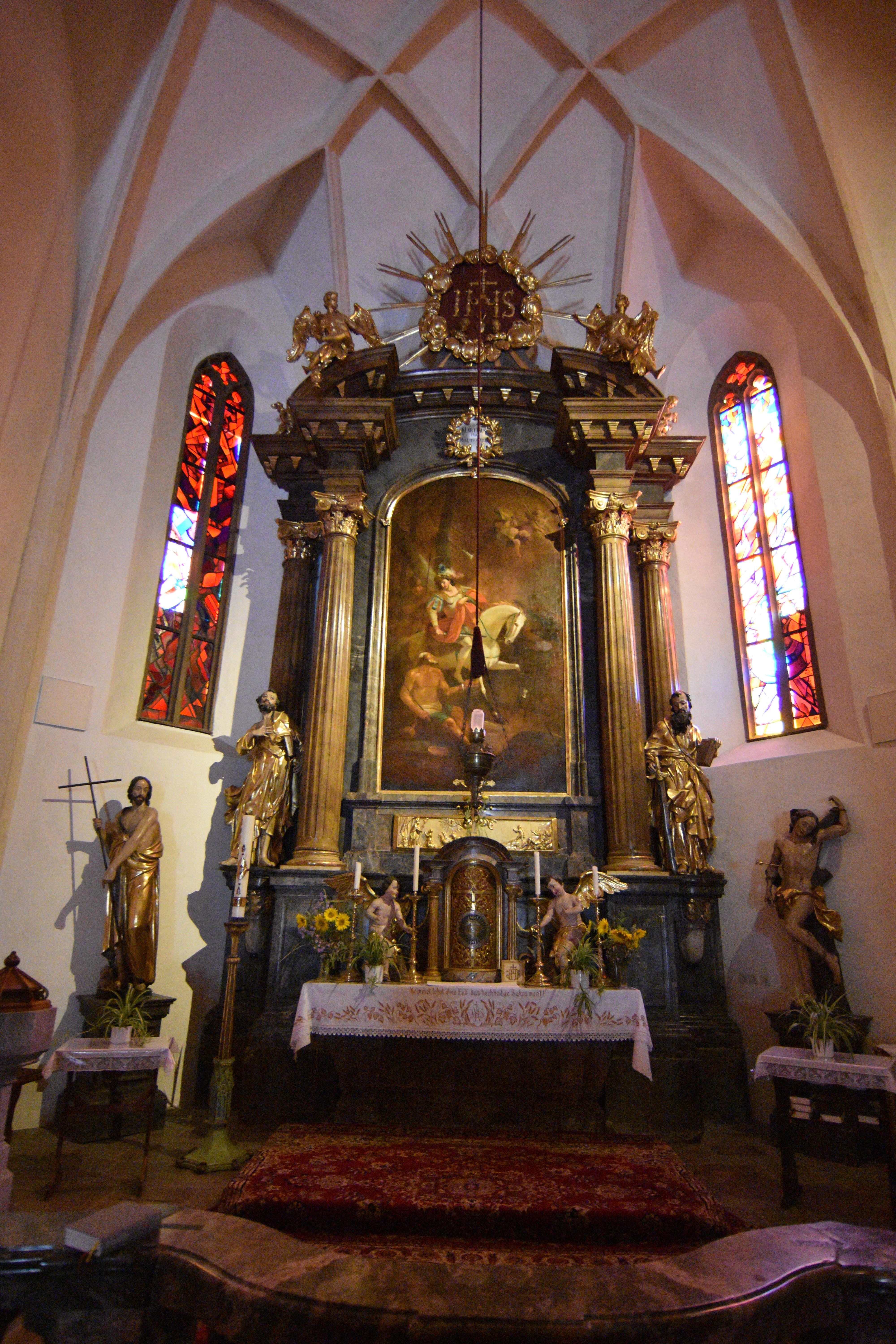
Das Altarbild, Pfarrkirche St. Martin in Riegersburg

## Epitaph des Erasmus Stadler
Im Kircheninneren befindet sich gegenüber der Kanzel der prächtige Epitaph des am 30. Mai 1578 verstorbenen Burgherrn Erasmus Stadler in Form eines marmornen Hochreliefs. Im Zentrum ist der Verstorbene in voller Rüstung kniend dargestellt, den gläubigen Blick zum Gekreuzigten gerichtet. Darunter ist eine antikisierende Reiterschlacht gegen die Türken dargestellt, darüber der auferstandene Christus. Das Grabmal wird von Figuren umrahmt, die die Kardinaltugenden Glaube, Hoffnung und Liebe verkörpern. Die Fokussierung auf Christus und die Darstellung von personifizierten Tugenden (anstelle von Heiligen) ist eine typisch protestantische Darstellung aus der Zeit zwischen Reformation und Gegenreformation.